# SV Hertha Schneidemühl
SV Hertha Schneidemühl (celým názvem: Sportverein Hertha 1910 Schneidemühl) byl německý sportovní klub, který sídlil v pomořanském městě Schneidemühl (dnešní Piła ve Velkopolském vojvodství). Klubové barvy byly modrá a bílá.
Založen byl v roce 1910, zanikl v roce 1945 po polské anexi východních Pomořan.

## Historické názvy
Zdroj: 
- 1910 – SV Hertha Schneidemühl (Sportverein Hertha 1910 Schneidemühl)
- 1945 – zánik

## Umístění v jednotlivých sezonách
Stručný přehled
Zdroj: 
- 1934–1937: Gauliga Pommern Ost

Jednotlivé ročníky
Zdroj: 
Legenda: Z - zápasy, V - výhry, R - remízy, P - porážky, VG - vstřelené góly, OG - obdržené góly, +/- - rozdíl skóre, B - body, červené podbarvení - sestup, zelené podbarvení - postup, fialové podbarvení - reorganizace, změna skupiny či soutěže
| Velkoněmecká říše (1934 – 1937) |                     |        |    |   |   |    |    |    |     |    |        |
| Sezóny                          | Liga                | Úroveň | Z  | V | R | P  | VG | OG | +/- | B  | Pozice |
| 1934/35                         | Gauliga Pommern Ost | 1      | 12 | 4 | 4 | 4  | 27 | 28 | -1  | 12 | 5.     |
| 1935/36                         | Gauliga Pommern Ost | 1      | 12 | 6 | 1 | 5  | 34 | 30 | +4  | 13 | 4.     |
| 1936/37                         | Gauliga Pommern Ost | 1      | 12 | 2 | 0 | 10 | 10 | 31 | -21 | 4  | 7.     |